# スタイリッシュスター
スタイリッシュスターは、平田香織のデビューシングル。GIZA studioより発売された。

## 内容
モデル出身の平田が「命短しオシャレせよ乙女!!」というキーワードで、新しい輝きを探す女性を主人公にし、テクノポップ風に仕上がったデビューシングル。

## 収録曲
1. スタイリッシュスター
  - 作詞：山下慎一狼　作曲・編曲：新井健史
  - テレビ愛知 『Bonita! Bonita!!』エンディングテーマ
2. ファンタスティックメモリーズ
  - 作詞：山下慎一狼　作曲・編曲：新井健史
3. スタイリッシュスター 〜vin-PRAD mix
4. スタイリッシュスター 〜Original Instrumental